# 井上幸治 (西洋史学者)
井上 幸治（いのうえ こうじ、1910年7月10日 - 1989年9月9日）は、日本の歴史学者。専攻は西洋史（近代フランス史）で、フランス史書・哲学などの翻訳・監修も多い。戦後の西洋史研究の基礎を築いた一人で、郷里の埼玉県で起きた秩父事件の先駆的研究や史料集成でも知られる。

## 経歴
出生から修学期
1910年、埼玉県秩父郡大宮町（現・秩父市）で生まれた。旧制熊谷中学校から旧制浦和高等学校文科丙類（フランス語）に進学。浦和高校での友人に、後にジャーナリストになった柳沢恭雄(同級生)、警視総監になった原文兵衛(2年後輩)がいた。1930年3月に浦和高校を卒業、東京帝国大学文学部西洋史科に入学。1933年に同大学を卒業した。
大学卒業後
大学卒業後は、平凡社に勤務。
戦後
1953年より神戸大学、立教大学、津田塾大学の教授を務めた。1989年、肺癌のため死去。

## 研究内容・業績
専門は西洋史であり、特に近代フランス史について研究した。「戦後の西洋史研究のひとつの基礎をきずいた」とされ、教科書・概説書の編集にも参与した。専門の近代ヨーロッパ史は経済や社会・国際関係など幅広い視野で研究を行い、晩年はアナール学派紹介を多く行った。
同時に明治日本についても研究対象とし、史料に基づいた研究・調査を行った。特に郷里である埼玉西北部の秩父郡地域でおきた秩父事件研究では、史料集成の大著を編纂し、その刊行は没後も続いた。これは事件を総合科学として考察するという構想に基づいており、事件を「自由民権運動の最後にして最高の形態」であったと規定している。

## 著作
- 『ルネサンスと宗教改革』三省堂 1949
- 『ミラボーとフランス革命』木水社 1949
- 『ナポレオン』岩波新書 1957[8]
- 『ロベスピエール：ルソーの血ぬられた手』誠文堂新光社(歴史の人間像) 1962
  - 『ロベスピエールとフランス革命』誠文堂新光社 1981
- 『秩父事件 - 自由民権期の農民蜂起』中公新書 1968[9]
- 『近代史像の模索　フランス革命と秩父事件』柏書房 1976
- 『歴史とは何か』桑田礼彰・浜田道夫編、藤原書店 1991 - 遺著
- 『完本 秩父事件』 藤原書店 1994[10]

共著
- 江口朴郎と『危機としての現代：歴史学者の対話』三省堂新書 1971
- 『歴史を語る　学生との対話』二玄社 1979
- 『マルクスは護符じゃない 井上幸治対談集』雄山閣 1981

編著
- 『近代ヨーロッパの誕生』(社会科歴史文庫 7) 三省堂 1956
- 『フランス史』(世界各国史 2) 山川出版社 1956、新版[11]
- 『南欧史』(世界各国史 5) 山川出版社 1957、度々新版
- 『西洋史入門』有斐閣双書 1980、増補版 1994[12]
- 『ヨーロッパ近代工業の成立』東洋経済新報社 1961
- 『ブルジョワの世紀』(世界の歴史 12) 中央公論社 1962。新版・中公バックス 1983。中公文庫 1975[13]
- 『ヨーロッパ文明の原型』(民族の世界史8) 山川出版社 1985
- 『秩父事件 史料集成』全6巻、二玄社 1984-1989
- 『図説 日本の歴史』全18巻、集英社 1974
- 『日本経済史学入門』入交好脩共編著、広文社 1967
- 『世界歴史  年表』小石川書房 1949
- 『西洋史研究入門』林健太郎共編、東京大学出版会 1954、度々新版
- 『総合世界歴史事典』野原四郎・川崎庸之共編、時事通信社 1954
- 『世界史読本』野原四郎共編、東洋経済新報社 1959

訳書
- 『モンテスキュー 世界の名著28』中央公論社 1972、のち普及版・中公バックス
  - 改訂『モンテスキュー ローマ盛衰原因論』中公クラシックス 2008[14]
- 『ルソー 世界の名著30』中央公論社 1966、のち普及版・中公バックス
  - ルソー『社会契約論』中公文庫 1974
  - 改訂『人間不平等起源論・社会契約論』中公クラシックス 2005[15]
- イヴ＝マリー・ベルセ（英語版）『祭りと叛乱：16～18世紀の民衆意識』監訳、新評論 1980
- アルベール・ソブール（英語版）『フランス革命と民衆：共和暦2年(1793-94年)のパリのサン=キュロット』小井高志・武本竹生共訳、新評論 1983
- 『フェルナン・ブローデル：1902-1985』編・監修、新評論 1989
- エマニュエル・ル・ロワ・ラデュリ『モンタイユー　ピレネーの村』上・下、渡辺昌美・木居純一共訳、刀水書房「刀水歴史全書」 1991、新版2021[16]
- ガストン・マルタン『二月革命』白水社 文庫クセジュ 1954
- アンリ・カルヴェ『ナポレオン』白水社 文庫クセジュ 1966[17]
- マルク・ブロック『奇妙な敗北：フランス抵抗史家の日記』東京大学出版会 1955。新版 UP選書 1970[18]
- A・アル・サダット『ナイルの叛乱：エジプト革命の記録』岩波新書 1958
- ポール・マントゥ『産業革命』徳増栄太郎・遠藤輝明共訳、東洋経済新報社 1964
- ジョルジュ・デュプー『フランス社会史：1789-1960』武本竹生・本池立・井上堯裕共訳、東洋経済新報社 1968